# Edalorhina perezi
Edalorhina perezi és una espècie d'amfibi que viu al Brasil, Colòmbia, l'Equador, Perú i, possiblement també, a Bolívia.